# Eduardo Arana Ysa
Eduardo Melchor Arana Ysa (Lima, 18 de octubre de 1965) es un abogado, político peruano e integrante de la Gran Logia Masónica del Perú con el Grado 33. Es el actual presidente del Consejo de Ministros del Perú en el gobierno de Dina Boluarte, desde el 14 de mayo del 2025. Antes fue ministro de Justicia y Derechos Humanos desde el 6 de septiembre del 2023 hasta el 13 de mayo del 2025.

## Biografía
Nació en Lima el 18 de octubre de 1965. Estudio en el Colegio Salesiano Don Bosco del Callao, egresando el año 1982, cuando residía en el Distrito de Bellavista.
Es egresado en Derecho y Ciencias Políticas de la Universidad Inca Garcilaso de la Vega. Es docente en la Universidad Nacional Federico Villarreal desde el año 2000. Cuenta con especialización en derechos humanos y justicia constitucional debido a sus estudios en la Universidad de Bolonia, la Universidad de Castilla-La Mancha, la Universidad de Pisa y la Pontificia Universidad Católica del Perú.
Se desempeñó como jefe del gabinete de asesores de Javier Villa Stein cuando este fue presidente del Poder Judicial entre el 2009 al 2011. Igualmente, fue designado como árbitro por el Organismo Supervisor de las Contrataciones del Estado (OSCE). También fue secretario del Consejo Nacional de la Magistratura.
Integrante de la Masonería Peruana, ostenta el grado 33.

## Carrera política
En la política se inició cuando postuló como regidor del distrito de San Isidro por el partido Alianza para el Progreso, como invitado, en las elecciones municipales del 2018. Sin embargo, no resultó elegido.
Ejercía como asesor en las comisiones de Justicia y Educación durante las gestiones de la congresista y exfiscal de la Nación, Gladys Echaíz.

### Ministro de Justicia
El 6 de septiembre del 2023, Arana fue nombrado como el nuevo ministro de Justicia y Derechos Humanos por la presidenta Dina Boluarte, en reemplazo del cuestionado Daniel Maurate quien fue ascendido a otra cartera ministerial. El 13 de mayo de 2025 anunció su dimisión, la cual sería aceptada ese mismo día por la presidente Dina Boluarte.

### Presidente del Consejo de Ministros
El 14 de mayo del 2025, la presidenta Dina Boluarte designó a Eduardo Arana como el nuevo presidente del Consejo de Ministros del Perú, en reemplazo de Gustavo Adrianzén. La ceremonia de juramentación se realizó en palacio de gobierno, donde estuvo el gabinete en pleno. Arana es el cuarto titular de PCM durante el gobierno de Boluarte.

## Controversias

### Caso Cuellos Blancos del Puerto
El nombramiento de Arana como ministro de justicia generó polémicas debido a sus vínculos con "Los Cuellos Blancos", organización criminal liderada por el prófugo César Hinostroza. Otro de sus cuestionamientos fue sobre su asesoría a dos tesis que calificaron de “sesgado” el informe de la Comisión de la Verdad y Reconciliación y “mito” al caso esterilizaciones forzadas durante el régimen dictatorial de Alberto Fujimori.

### Denuncia por abandono de hogar
Arana también cuenta con una denuncia por abandono de hogar, por pensión de alimentos y por una amenaza de atentar contra su expareja. Además, es investigado por el Ministerio Público por el delito de tráfico de influencias.